# Стефан Дончев
 Тази статия е за орнитолога.  За футболиста вижте Стефан Дончев (футболист).  
Стефан Иванов Дончев е български орнитолог с големи приноси в изучаването на фауната на птиците на България.
Изследва птиците на Западна, Средна и Източна Стара планина, Витоша, Тракийската низина, Розовата долина и др. големи региони от страната. За пръв път е установил разпространението на десетки видове в България или тяхното гнездене в пределите на България.

## Жизнен път
Стефан Дончев е роден на 9 май 1931 г. в Казанлък. През 1956 г. завършва с отличен успех висшето си биологично образование („производствен профил“) в тогавашния Биолого-геолого-географски факултет на Софийския университет. През 1959 г. завършва редовната си докторантура в Института по зоология при БАН (Той е първият редовен докторант /тогава – аспирант/ в Института по зоология). Една година по-късно (на 9 юни 1960 г.) защитава дисертацията си на тема „Птиците на Витоша планина“. През следващите 11 години (от 1960 до 1970 г.) той извървява пътя от старши биолог до старши научен сътрудник II степен. В продължение на 6 години (от 1969 до 1975 г.) завежда Българска орнитологическа централа в същия институт, където през 1991 г. се пенсионира.

## Приноси в науката
Ст.н. с. д-р Ст. Дончев е автор на около 90 научни труда и 160 научнопопулярни статии и 3 книги в областта на орнитологията. Според други данни творчеството му обхваща над 100 научни и 300 научнопопулярни статии. Първата си статия публикува през 1954 г. След Павел Патев 1889 – 1951) и Николай Боев (1922 – 1985) – орнитолозите от първия ешелон в България, в надпревара със своите колеги, той продължава изследването на така богатата и същевременно специфична българска орнитофауна. От появата на неговата студия „Материали върху систематиката, екологията и биологията на врановите птици в България“ през 1958 г. Ст. Дончев е оставил името си под 90 научни труда, издадени в десетки страни в Европа и това за нас е част от сериозния му принос в науката за птиците. Това е и част от българския принос в орнитологията. Сред тях са „Птиците на Витоша планина“ (1961), „Птиците в Тракия“ (1964, в съавт.), „Птиците на Западна Стара планина“ (1970), „Птиците на Средна и Източна Стара планина“ (1974) „Птиците в Розовата долина“ (1977), „Птиците от Червената книга на Шуменския регион“ (1994). Всички те бележат значимия му принос в заличаването едно по едно на белите петна на орнитогеографската ни карта.
Ястребов орел (Aquila fasciata), шипокрила калугерица (Hoplopterus spinosus), каспийска рибарка (Sterna caspia), плоскоклюн листоног (Phalaropus fulicarius), речен цвъркач (Locustella fluviatilis), индийско шаварче (Acrocephalus agricola), червеногушо коприварче (Sylvia cantillans), син скален дрозд (Monticola solitarius), белочела сврачка (Lanius nubicus) са някои от видовете птици, които за първи път се съобщават за фауната на България по наблюденията на Ст. Дончев. Съобщението на индийското шаварче е първото за страните от Балканския полуостров.
За първи път в България от Ст. Дончев са доказани като гнездещи в пределите на страната видовете: малко черноглаво коприварче, белочела сврачка, син скален дрозд, червеногушо коприварче и полубеловрата мухоловка (Ficedula semitorquata).
Дончев публикува и първи данни за разширяването на ареалите на следните видове птици: испанско врабче (Passer hispaniolensis), зеленогуша овесарка (Emberiza cirlus), сивоглава овесарка (Emberiza cia), червеноглава сврачка (Lanius senator), полубеловрата мухоловка, малък маслинов присмехулник(Hippolais pallida) и голям маслинов присмехулник (Hippolais olivetorum), испанско каменарче (Oenanthe hispanica), скална зидарка (Sitta neumayer) и диво канарче (Serinus serinus) на територията на България.
Като завеждащ Българската орнитологическа централа Дончев подготвя и доброволни опръстенители на птици, някои от които са и членове на Българския ловно-рибарски съюз. Това е своеобразен „пробив“, тъй като традиционно тази ловна организация дотогава не се е занимавала с подобна изследователска дейност. Самият Ст. Дончев винаги е бил активен член на съюза и умело е използвал това за популаризирането на опръстеняването на птиците в България. Той публикува и едни от първите бюлетини с данни за опръстенените в страната птици (единият съвм. с Мария Паспалева).
Изследванията му обаче, не са само орнитофаунистични. Те засягат: подвидовете на сойките, вредата от врабчетата, хемаглутинацията на антителата срещу арбовирусите на птиците, размножаването на горска чучулига, новите находища на орфеево коприварче, буревестниците по Черноморието, опаразитяванията на дъждосвирците, подвидовете на глухаря, екологията на пъдпъдъка, разселването на планински кеклик, зимуването на немите лебеди, подвидовата принадлежност на тръстикова овесарка, синантропизацията и синурбанизацията на птиците в страната, презимуването на пернатия ни дивеч, орнитофагията при змиите, миграцията и зимуването на врабчоподобните, опазването на орлите и други. Два свои труда той публикува и върху птиците на Виетнам и Северна Корея, като прави и с тях фаунистични приноси. Два вида – полски блатар (Circus cyaneus) и реликтна чайка (Larus relictus) се съобщават за първи път за фауната на Виетнам – допълнения за видовия списък на птиците в тази далечна страна. Освен в изучаването на птиците на тези две страни, в състава на международни научни колективи Дончев е участвал и в проучване на птиците в Алжир и Тунис.

## Оценка на делото му
Атестат за ценните му научни приноси е членството му в някои престижни международни научни организации като Международната работна група по изследване на водоплаващите птици, Международния съюз на биолозите-дивечоведи, бившия Международен съвет за защита на птиците и др.
Четири десетилетия орнитологът Стефан Дончев представя страната ни в повечето от европейските международни орнитологични форуми. С доклади на международни конгреси, конференции и симпозиуми той участва многократно във Великобритания, Иран, Италия, Полша, Румъния, Финландия, Франция, Холандия, както и в бившите държави Германска демократична република, Съветски съюз, Чехословакия и Югославия. През 1971 г. той бе единственият представител от България на учредителната конференция в гр. Рамсар в Иран за опазването на фауната и флората на влажните зони. В почти 20 страни в Европа, Северна Америка, Африка и Азия Ст. Дончев представя България на редица световни конгреси, конференции и симпозиуми – своеобразен принос в популяризирането на българската наука и природозащита.
През 1988 г. Ст. Дончев заедно с повечето от орнитолозите в България става член-учредител на Българско дружество за защита на птиците. Дончев е член на Съюза на учените в България в продължение на повече от 30 години и като секретар на неговата секция „Биология“ в продължение на 10 години работи активно за издигане на престижа на тази най-могъща организация на учените в България. Признание за заслугите му и високата му ерудиция е избирането му за делегат на 3 конгреса на Съюза на учените в България. Стажът му като член на Българското природоизпитателно дружество до 1996 г., когато практически това дружество прекратява съществуването си, е 45 години. 
На малцина е известно, но Ст. Дончев е и страстен стрелец. На точния му прицел с ловната пушка се дължат не малко от научните му съобщения, с които той доказва разпространението на някои неустановявани дотогава в страната ни видове птици. Носител е на отличието „заслужил майстор на спорта“. Добре е, все пак, че този „пушечен етап“ (по думите на неговия учител – Николай Боев) в развитието на орнитологията в България, отдавна е отминал.
Сред другите отличия на Ст. Дончев са и званието „Заслужил природозащитник“, златна значка на бившия Общонароден комитет за защита на природата при Националния съвет на Отечествения фронт, златна значка на бившия Комитет за опазване на околната среда при Министерския съвет, медал „Алеко“ на Републиканската комисия за защита на природата при Централния съвет на Българския туристически съюз и др.
На негово име е наречена дебелоклюната чучулига на Дончев Melanocorypha donchevi Boev, 1998) – фосилен вид отпреди 2,25 млн. г. открит в находището край с. Долно Озирово до гр. Вършец.